# 天主教奇諾伊教區
天主教奇諾伊教區 （拉丁語：Dioecesis Chinhoyiensis）是津巴布韋一個羅馬天主教教區，屬哈拉雷總教區。
教區前身是一個由德籍耶穌會士牧養的自治傳教區，成立於1958年。1973年12月17日升為宗座監牧區，1985年10月28日升為教區。
教區包括西馬紹納蘭省北部和中馬紹納蘭省北部。2006年有教友84,074人（佔轄區總人口4.4%）、十八個堂區、廿三名司鐸。現任教區主教為迪特爾‧朔爾茨。